# Ragazza in camicetta a pois
Ragazza in camicetta a pois è un dipinto a olio su tela (105,2 x72,7 cm) realizzato nel 1919 dal pittore italiano Amedeo Modigliani.
È di proprietà della fondazione Barnes a Merion in Pennsylvania.